# Kaushambi (distrikt)
Kaushambi är ett distrikt i den indiska delstaten Uttar Pradesh, och hade 1 293 154 invånare år 2001 på en yta av 1 835,9 km². Det gör en befolkningsdensitet på 704,4 inv/km². Den administrativa huvudorten är staden Manjhanpur. De största religionerna är Hinduism (86,32 %) och Islam (13,51 %).

## Administrativ indelning
Distriktet är indelat i tre kommunliknande enheter, tehsils:
- Chail, Manjhanpur, Sirathu

## Städer
Distriktets städer är huvudorten Manjhanpur samt Ajhuwa, Bharwari, Chail, Karari, Sarai Aquil och Sirathu.
Urbaniseringsgraden låg på 7,10 procent år 2001.